# اشرف الکردی
اشرف الکردی (انگلیسی: Ashraf El-Kordy؛ زادهٔ ۱۵ ژانویهٔ ۱۹۶۷) بازیکن بسکتبال اهل مصر بود.